# Telipogon pampatamboensis
Telipogon pampatamboensis är en orkidéart som först beskrevs av Dodson och Roberto Vásquez, och fick sitt nu gällande namn av Norris Hagan Williams och Robert Louis Dressler. Telipogon pampatamboensis ingår i släktet Telipogon och familjen orkidéer.
Artens utbredningsområde är Bolivia. Inga underarter finns listade i Catalogue of Life.